# Syncrossus beauforti
Syncrossus beauforti és una espècie de peix de la família dels cobítids i de l'ordre dels cipriniformes.

## Morfologia
- Cos de 25 cm de llargària màxima i amb 9-12 franges verticals.
- Aleta dorsal amb 9 radis ramificats, les vores negres i 3 fileres longitudinals de punts.
- Aleta caudal amb diverses fileres de taques verticals.
- Presenta diverses línies longitudinals al cap i al dors del cos.[3][4][5]

## Alimentació
Menja mol·luscs i crustacis.

## Hàbitat i distribució geogràfica
És un peix d'aigua dolça (pH entre 6 i 6,5), demersal i de clima tropical (24 °C-28 °C), el qual viu a Àsia: els rius i rierols amb substrat rocallós i de grava del nord de la península de Malaca i de les conques dels rius Mekong, Chao Phraya i Mae Klong, incloent-hi Cambodja, la Xina, Laos, Tailàndia i el Vietnam. Entra als boscos inundats durant l'estació humida i torna als rius entre el novembre i el desembre al curs inferior del riu Mekong. Al riu Ataran comparteix el seu hàbitat amb Pogostemon helferi, Cryptocoryne, Acanthocobitis rubidipinnis, Botia kubotai, Syncrossus berdmorei, Pangio fusca, Crossocheilus burmanicus, Parambassis pulcinella, Puntius orphoides, Puntius stoliczkanus, Microdevario kubotai, Hampala salweenensis, Poropuntius scapanognathus, Glyptothorax dorsalis, Batasio dayi, Batasio tigrinus, Akysis vespa, Amblyceps caecutiens, Tetraodon cutcutia, Schistura vinciguerrae, Schistura robertsi, Garra, Mastacembelus armatus, Devario, Scaphiodonichthys, Tor i Neolissochilus.

## Amenaces
Les seues principals amenaces són la seua captura amb destinació al comerç internacional de peixos d'aquari o per al consum humà, la contaminació de l'aigua (en especial, la de la conca del Mekong i la conca inferior del riu Chao Phraya), la seua intolerància al nitrats (aquesta espècie desapareix ràpidament de les àrees on s'apliquen fertilitzants als conreus), la construcció de preses, la sedimentació i l'extracció d'aigua per a usos agrícoles i urbans.

## Observacions
És inofensiu per als humans i, de tant en tant, és present als mercats locals de peix.